# Libertas Brianza 2019-2020
Questa voce raccoglie le informazioni riguardanti il Libertas Brianza nelle competizioni ufficiali della stagione 2019-2020.

## Stagione
La stagione 2019-20 è per la Libertas Brianza, con il nome sponsorizzato di Pool Libertas Cantù, la settima consecutiva in Serie A2. Rispetto all'annata precedente viene confermato sia l'allenatore, Luciano Cominetti, che buona parte della rosa: tra i nuovi acquisti quelli di Federico Mazza e Matteo Maiocchi, mentre tra le cessioni quelle di Alessandro Preti e Gabriele Robbiati.
Nel girone di andata del campionato, la formazione di Cantù, ottiene una sola vittoria, durante la decima giornata, in casa dell'Atlantide Brescia: chiude dunque all'ultimo posto in classifica la prima parte della competizione, non utile per qualificarsi alla Coppa Italia di Serie A2/A3. Il girone di ritorno si apre con il successo, sempre in trasferta, sul Tricolore, a cui seguono poi esclusivamente sconfitte: tuttavia, all'inizio di marzo 2020, il campionato viene prima sospeso e poi definitivamente interrotto a causa del diffondersi in Italia della pandemia di COVID-19. Al momento dell'interruzione la squadra stazionava all'ultimo posto in classifica.

## Organigramma societario
Area direttiva
- Presidente: Ambrogio Molteni
- Vicepresidente: Matteo Molteni
- Dirigente accompagnatore: Fabio Danielli

Area tecnica
- Allenatore: Luciano Cominetti
- Allenatore in seconda: Massimo Radaelli
- Scout man: Nicola Lasio
- Responsabile settore giovanile: Nadia Cravagna

Area comunicazione
- Ufficio stampa: Francesca Molteni
- Speaker: Marco Romualdi
- Fotografo: Patrizia Tettamanti

Area sanitaria
- Medico: Paolo Mascagni, Federica Quadrini
- Fisioterapista: Marco Pellizzoni, Ivo Casella, Andrea Molteni
- Preparatore atletico: Fabio Taiana
- Osteopata: Emanuele Muri
- Dietista: Chiara Speziali

## Rosa
| N° | Nome                | Ruolo | Data di nascita   | Nazionalità sportiva |
| -- | ------------------- | ----- | ----------------- | -------------------- |
| 1  | Raydel Poey         | O     | 20 febbraio 1982  | Cuba                 |
| 2  | Riccardo Reggio     | P     | 10 giugno 1986    | Italia               |
| 3  | Dario Monguzzi      | C     | 23 luglio 1984    | Italia               |
| 4  | Luca Butti          | L     | 8 dicembre 1991   | Italia               |
| 5  | Roberto Cominetti   | S     | 20 aprile 1997    | Italia               |
| 6  | Samuele Corti       | S     | 11 giugno 1999    | Italia               |
| 7  | Gabriele Rudi       | L     | 14 agosto 1994    | Italia               |
| 8  | Federico Mazza      | C     | 8 marzo 1996      | Italia               |
| 9  | Martins Arasomwan   | C     | 1º gennaio 1995   | Italia               |
| 10 | Mirko Baratti       | P     | 2 marzo 1997      | Italia               |
| 11 | Alessandro Frattini | C     | 17 febbraio 1997  | Italia               |
| 13 | Andrea Gasparini    | S     | 13 settembre 1996 | Italia               |
| 14 | Riccardo Regattieri | P     | 7 ottobre 2000    | Italia               |
| 15 | Matheus Motzo       | S     | 9 settembre 1999  | Italia               |
| 16 | Luca Pellegrinelli  | C     | 2 febbraio 1999   | Italia               |
| 17 | Antonino Suraci     | O     | 5 novembre 1996   | Italia               |
| 18 | Matteo Maiocchi     | S     | 30 settembre 1998 | Italia               |

## Mercato
| Acquisti | Acquisti            | Acquisti       | Acquisti   |
| R.       | Nome                | da             | Modalità   |
| -------- | ------------------- | -------------- | ---------- |
| C        | Martins Arasomwan   | Milano         | definitivo |
| C        | Federico Mazza      | Volley Catania | definitivo |
| S        | Matteo Maiocchi     | Diavoli Rosa   | definitivo |
| S        | Matheus Motzo       | Club Italia    | definitivo |
| O        | Raydel Poey         | inattivo       | definitivo |
| P        | Riccardo Regattieri | Yaka           | definitivo |
| P        | Riccardo Reggio     | inattivo       | definitivo |

| Cessioni | Cessioni          | Cessioni            | Cessioni    |
| R.       | Nome              | a                   | Modalità    |
| -------- | ----------------- | ------------------- | ----------- |
| P        | Alessio Alberini  | Prata               | definitivo  |
| C        | Martins Arasomwan | Mondovì             | definitivo  |
| S        | Simone Danielli   | ?                   | definitivo  |
| P        | Bogdan Grosu      | ?                   | definitivo  |
| O        | Raydel Poey       | -                   | rescissione |
| S        | Alessandro Preti  | Olimpia Bergamo     | definitivo  |
| C        | Gabriele Robbiati | Rinascita Lagonegro | definitivo  |
| O        | Andrea Santangelo | Tricolore           | definitivo  |

## Risultati

### Serie A2

#### Girone di andata
| 1ª giornata - 20 ottobre 2019 PalaParini, Cantù                   | Libertas Brianza  | 1 - 3 | Tricolore           | 16-25, 25-19, 17-25, 22-25        |
| 2ª giornata - 27 ottobre 2019 PalaGrotte, Castellana Grotte       | Materdomini       | 3 - 2 | Libertas Brianza    | 21-25, 16-25, 25-20, 25-18, 15-12 |
| 3ª giornata - 2 novembre 2019 Palasport Comunale, Ortona          | Impavida Ortona   | 3 - 1 | Libertas Brianza    | 25-17, 25-22, 15-25, 25-18        |
| 4ª giornata - 10 novembre 2019 PalaParini, Cantù                  | Libertas Brianza  | 0 - 3 | New Mater           | 20-25, 22-25, 26-28               |
| 5ª giornata - 17 novembre 2019 PalaMensSana, Siena                | Emma Villas       | 3 - 0 | Libertas Brianza    | 25-17, 25-21, 25-23               |
| 6ª giornata - 24 novembre 2019 PalaParini, Cantù                  | Libertas Brianza  | 2 - 3 | Peimar              | 25-22, 24-26, 30-28, 21-25, 11-15 |
| 7ª giornata - 1º dicembre 2019 PalaParenti, Santa Croce sull'Arno | Lupi Santa Croce  | 3 - 1 | Libertas Brianza    | 21-25, 25-17, 25-23, 25-23        |
| 8ª giornata - 8 dicembre 2019 PalaParini, Cantù                   | Libertas Brianza  | 2 - 3 | Rinascita Lagonegro | 22-25, 25-20, 23-25, 25-18, 13-15 |
| 9ª giornata - 15 dicembre 2019 PalaParini, Cantù                  | Libertas Brianza  | 1 - 3 | Olimpia Bergamo     | 23-25, 33-31, 20-25, 19-25        |
| 10ª giornata - 22 dicembre 2019 PalaSanFilippo, Brescia           | Atlantide Brescia | 1 - 3 | Libertas Brianza    | 25-21, 21-25, 20-25, 19-25        |
| 11ª giornata - 26 dicembre 2019 PalaParini, Cantù                 | Libertas Brianza  | 1 - 3 | Mondovì             | 17-25, 25-23, 17-25, 23-25        |

#### Girone di ritorno
| 12ª giornata - 5 gennaio 2020 PalaBigi, Reggio Emilia             | Tricolore           | 1 - 3 | Libertas Brianza  | 24-26, 26-24, 22-25, 26-28 |
| 13ª giornata - 12 gennaio 2020 PalaParini, Cantù                  | Libertas Brianza    | 1 - 3 | Materdomini       | 22-25, 23-25, 25-16, 23-25 |
| 14ª giornata - 18 gennaio 2020 PalaParini, Cantù                  | Libertas Brianza    | 1 - 3 | Impavida Ortona   | 20-25, 25-22, 14-25, 20-25 |
| 15ª giornata - 26 gennaio 2020 PalaGrotte, Castellana Grotte      | New Mater           | 3 - 0 | Libertas Brianza  | 25-18, 25-19, 25-19        |
| 16ª giornata - 2 febbraio 2020 PalaParini, Cantù                  | Libertas Brianza    | 0 - 3 | Emma Villas       | 16-25, 24-26, 23-25        |
| 17ª giornata - 9 febbraio 2020 PalaParenti, Santa Croce sull'Arno | Peimar              | 3 - 0 | Libertas Brianza  | 25-15, 25-19, 25-17        |
| 18ª giornata - 15 febbraio 2020 PalaParini, Cantù                 | Libertas Brianza    | 1 - 3 | Lupi Santa Croce  | 25-19, 23-25, 20-25, 19-25 |
| 19ª giornata - 1º marzo 2020 PalaSimone, Lagonegro                | Rinascita Lagonegro | -     | Libertas Brianza  | annullata                  |
| 20ª giornata - 18 marzo 2020 Palazzetto dello sport, Bergamo      | Olimpia Bergamo     | -     | Libertas Brianza  | annullata                  |
| 21ª giornata - 15 marzo 2020 PalaParini, Cantù                    | Libertas Brianza    | -     | Atlantide Brescia | annullata                  |
| 22ª giornata - 22 marzo 2020 PalaManera, Mondovì                  | Mondovì             | -     | Libertas Brianza  | annullata                  |

## Statistiche

### Statistiche di squadra
| Competizione | Punti | In casa | In casa | In casa | In trasferta | In trasferta | In trasferta | Totale | Totale | Totale |
| Competizione | Punti | G       | V       | P       | G            | V            | P            | G      | V      | P      |
| ------------ | ----- | ------- | ------- | ------- | ------------ | ------------ | ------------ | ------ | ------ | ------ |
| Serie A2     | 9     | 10      | 0       | 10      | 8            | 2            | 6            | 18     | 2      | 16     |
| Totale       | -     | 10      | 0       | 10      | 8            | 2            | 6            | 18     | 2      | 16     |

G = partite giocate; V = partite vinte; P = partite perse

### Statistiche dei giocatori
| Giocatore        | Serie A2 | Serie A2 | Serie A2 | Serie A2 | Serie A2 | Totale | Totale | Totale | Totale | Totale |
| Giocatore        | P        | PT       | AV       | MV       | BV       | P      | PT     | AV     | MV     | BV     |
| ---------------- | -------- | -------- | -------- | -------- | -------- | ------ | ------ | ------ | ------ | ------ |
| M. Arasomwan     | 4        | 11       | 6        | 4        | 1        | 4      | 11     | 6      | 4      | 1      |
| M. Baratti       | 12       | 11       | 7        | 0        | 4        | 12     | 11     | 7      | 0      | 4      |
| L. Butti         | 18       | 0        | 0        | 0        | 0        | 18     | 0      | 0      | 0      | 0      |
| R. Cominetti     | 18       | 260      | 207      | 16       | 37       | 18     | 260    | 207    | 16     | 37     |
| S. Corti         | -        | -        | -        | -        | -        | -      | -      | -      | -      | -      |
| A. Frattini      | 6        | 27       | 22       | 5        | 0        | 6      | 27     | 22     | 5      | 0      |
| A. Gasparini     | 11       | 30       | 27       | 1        | 2        | 11     | 30     | 27     | 1      | 2      |
| M. Maiocchi      | 18       | 171      | 145      | 19       | 7        | 18     | 171    | 145    | 19     | 7      |
| F. Mazza         | 18       | 78       | 55       | 22       | 1        | 18     | 78     | 55     | 22     | 1      |
| D. Monguzzi      | 16       | 105      | 69       | 32       | 4        | 16     | 105    | 69     | 32     | 4      |
| M. Motzo         | 17       | 142      | 118      | 15       | 9        | 17     | 142    | 118    | 15     | 9      |
| L. Pellegrinelli | 1        | 0        | 0        | 0        | 0        | 1      | 0      | 0      | 0      | 0      |
| R. Poey          | 14       | 219      | 188      | 15       | 16       | 14     | 219    | 188    | 15     | 16     |
| R. Regattieri    | 15       | 13       | 6        | 7        | 0        | 15     | 13     | 6      | 7      | 0      |
| R. Reggio        | 5        | 7        | 4        | 3        | 0        | 5      | 7      | 4      | 3      | 0      |
| G. Rudi          | 8        | 0        | 0        | 0        | 0        | 8      | 0      | 0      | 0      | 0      |
| A. Suraci        | 7        | 9        | 8        | 1        | 0        | 7      | 9      | 8      | 1      | 0      |

P = presenze; PT = punti totali; AV = attacchi vincenti; MV = muri vincenti; BV = battute vincenti